# Neuwerk (wyspa)

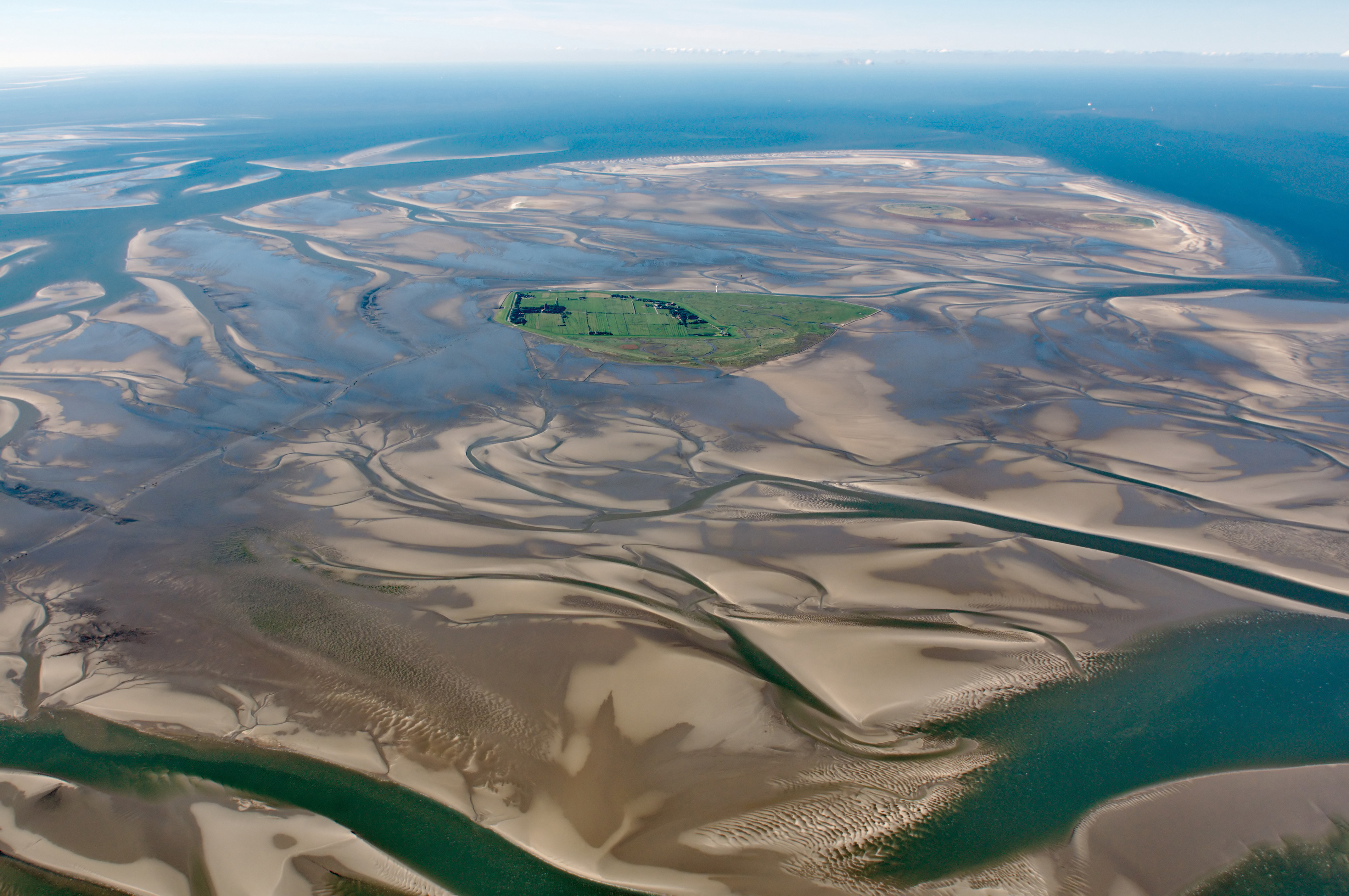
Neuwerk

Neuwerk – niemiecka wyspa na Morzu Północnym, znajdująca się ok. 15 km na północ od Cuxhaven, pomiędzy ujściami Łaby i Wezery. Administracyjnie wyspa należy do miasta Hamburg, jego dzielnicy Neuwerk, okręgu administracyjnego Hamburg-Mitte. Ma 3,3 km² powierzchni i liczy 43 mieszkańców. Do centrum Hamburga wzdłuż Łaby jest ok. 100 km.
Ze względu na płyciznę morza w tym miejscu w czasie odpływu można przejść pieszo ok. 10-kilometrowy odcinek dzielący wyspę od lądu. Atrakcją turystyczną są także przejazdy bryczkami z Sahlenburga (dzielnicy Cuxhaven) na wyspę. Wzdłuż trasy ustawione są specjalne wieże ratunkowe, na wypadek, gdyby podróżnych zastał przypływ.